# Gelastocera insignata
Gelastocera insignata är en fjärilsart som beskrevs av Alfred Ernest Wileman 1911. Gelastocera insignata ingår i släktet Gelastocera och familjen trågspinnare. Inga underarter finns listade i Catalogue of Life.